# Coronel Du Graty
Coronel Du Graty est une ville d'Argentine, située dans le département de Mayor Luis Jorge Fontana de la province du Chaco. La ville compte 9 015 habitants en 2010.